# Chentetenka
| xnt | t · t · n | kA |

| xnt | t · t · n | kA |

Chentetenka byla egyptská královna, manželka krále Radžedefa ze 4. dynastie.

## Život
Její rodiče nejsou známi. Chentetenka byla manželkou faraona Radžedefa a možná byla matkou některých jeho známých dětí. Faraon Radžedef měl kromě ní další manželku jménem Hetepheres II. Radžedef měl celkem šest dětí, 4 syny (Hornit, Baka, Setka a Nikaudžedefre) a 2 dcery (Hetepheres C a Neferhetepes). Neferhetepes mohla být dcerou Hetepheres II., ale u zbylých dětí není známo, se kterou ženou je Radžedef měl.

## Sochy a pohřeb
Chentetenka je známa ze soch nalezených v Abú Rawáši. Je znázorněna klečící vedle nohy krále Radžedefa. Možná byla pohřbena v Abú Rawáši. Satelitní pyramida na jihozápad Radžedefovy pyramidy je někdy považována za její hrobku.
Stadelmann a Jonosi věří, že se jedná o kultovní pyramidu, ačkoliv kultovní pyramidy obvykle stály v jihovýchodním rohu pyramidového komplexu.